# Тарасовка (Стародубский район)
Тарасовка — село в Стародубском муниципальном округе Брянской области.

## География
Находится в южной части Брянской области на расстоянии приблизительно 18 км по прямой на юго-восток от районного центра города Стародуб.

## История
Основано во второй половине XVII века Т. Алексеевым, позднее во владении его наследников. С XVIII века в селе упоминалась деревянная церковь Рождества Богородицы (позднее Вознесенская, не сохранилась). Работал колхоз «Коммунар». В 1859 году здесь (село Стародубского уезда Черниговской губернии) было учтено 70 дворов, в 1892—146. До 2019 года входило в состав Мишковского сельского поселения, с 2019 по 2020 год в состав Десятуховского сельского поселения Стародубского района до их упразднения.

## Население
Численность населения: 539 человек (1859 год), 1074 (1892), 241 человека в 2002 году (русские 96 %), 220 в 2010.